# Parastrangalis protensa
Parastrangalis protensa là một loài bọ cánh cứng trong họ Cerambycidae.